# Sois Belle
Sois Belle is een Vlaamse folkgroep en brengt muziek met moderne invloed en traditionele muziekinstrumenten.
Naast nieuwe teksten met traditionele achtergrond gebruiken ze ook oude liederen met daarond een hedendaagse uitwerking.

## Geschiedenis
In 2002 eindigde Sois Belle op de Nekka-Wedstrijd als 2de laureaat na Yevgueni. Met hun originele folkpop waren ze al te zien op onder andere Dranouter, Boterhammen in de stad, Gentse Feesten en tal van andere festivals. Hun debuut-cd "Sois Belle" werd goed onthaald. 
Daarna trok Sois Belle zich tijdelijk even terug om te 'herbronnen'. In alle stilte werkten Pieter en Karl, samen met Pieter Roets aan een reeks nieuwe nummers. Tijdens de zomer van 2005 werden een aantal van de nieuwe nummers voorgesteld.  Er komt een tweede album en dat verschijnt in het najaar van 2006. Daarop bewijst Sois Belle met zijn overwegend Nederlandstalige folkpop alle kanten op te kunnen.
Op 7 september 2007 waren ze samen met Kadril te zien in Moorslede op een benefietconcert ten voordele van Sabou Fanyi Guinee.

## Groepsleden
- Pieter Boussemaere: zang en gitaar
- Karl Debaillie: zang en accordeon
- Pieter Roets: zang, sax en fluit
- Jan Van Hulle: bas
- Mathieu Verfaillie: drums

## Discografie

### Sois Belle (2003)Parsifal
1. Schoon Lief
2. Onstandvastig
3. Het Laatste Lied
4. Fille En Jeans
5. De Matroos
6. Jeneverdans
7. Bakelandt
8. 2010
9. Happy Face
10. Het Is Niet
11. Laat Ons Dansen
12. Soirée Ecosse

### Delirium (2008)
1. Waar gij ook gaat
2. Halfweg
3. Morgenrood
4. Geld, seks & macht
5. De brug
6. Drijfzand
7. Ondergaan
8. Zoek
9. Marseille
10. Heio
11. Trois jolis mineurs
12. Delirium